# Pruitt-Igoe

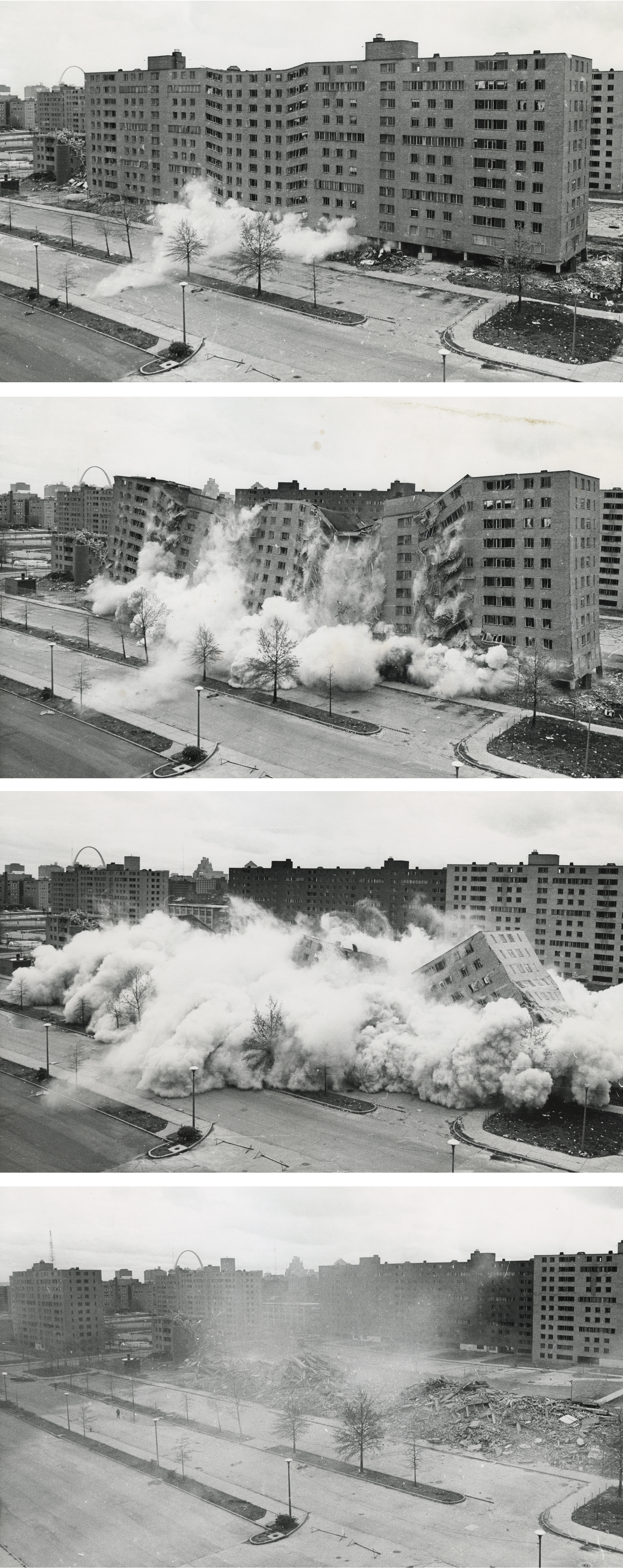
Rivningen av Pruitt-Igoe.

Pruitt-Igoe var ett bostadsområde i Saint Louis, Missouri, USA som designades av Minoru Yamasaki och färdigställdes 1955. Efter förslumning revs området 1972–1976. Det brukar betraktas som ett av de stora misslyckandena i modernistisk arkitektur.